# Vladimir Filakovac
Vladimir Filakovac (Brod na Savi, 9. ožujka, 1892. – Zagreb, 22. studenog 1972.), hrvatski slikar
Studirao je u Budimpešti, boravio u Beču i Osijeku, te kao pedagog djelovao na akademiji u Beogradu i od 1941. u Zagrebu. U slikarstvu nastavlja tradiciju münchenskog kruga figuralnim kompozicijama, pejzažima i portretima. Kasnije nastaje niz postimpresionističkih djela. Posebno se odlikuje studijama životinja, a radio je ilustracije i opremao knjige. Kretao se od tona prema boji, a u brojnim crtežima i grafikama pokazao se kao vrstan animalist i karikaturist. Radio je i ilustracije, te opremao knjige.